# Continental Motors Company
Continental Motors Company fue un fabricante estadounidense de motores de combustión interna. La compañía suministró motores a muchos fabricantes independientes de automóviles, tractores, camiones y equipos estacionarios (bombas, generadores, etc.) desde la década de 1900 hasta la década de 1960. Continental Motors también produjo automóviles con la marca Continental en 1932 y 1933. La Continental Aircraft Engine Company fue formada en 1929 para desarrollar y producir sus motores aeronáuticos, y se convertiría en el núcleo de la compañía Continental Motors, Inc.